# Chlosyne
Genre
Chlosyne est un genre de lépidoptères de la famille des Nymphalidae, de la sous-famille des Nymphalinae et de la tribu des Melitaeini.
Toutes ses espèces résident en Amérique.

## Dénomination
Le nom Chlosyne leur a été donné par Arthur Gardiner Butler en 1870.

## Liste d'espèces
Selon ITIS (21 avr. 2010) :
- Chlosyne acastus  (W. H. Edwards, 1874) Sagebrush Checkerspot
  - Chlosyne acastus neumoegeni (Skinner, 1895) Desert Checkerspot
  - Chlosyne acastus sabina (Wright, 1905)
- Chlosyne californica  (W. G. Wright, 1905)
- Chlosyne cyneas  (Godman & Salvin, 1878)
  - Chlosyne cyneas cyneas
  - Chlosyne cyneas cynisca (Godman & Salvin, 1882)
- Chlosyne damoetas  (Skinner, 1902)
- Chlosyne definita  (E. Aaron, 1885)
  - Chlosyne definita definita
  - Chlosyne definita anastasia (Hemming, 1934)
- Chlosyne ehrenbergii  (Geyer, 1833)
- Chlosyne endeis  (Godman & Salvin, 1894)
  - Chlosyne endeis endeis
  - Chlosyne endeis pardelina Higgins, 1960
- Chlosyne erodyle  (H. W. Bates, 1864)
  - Chlosyne erodyle erodyle
  - Chlosyne erodyle poecile (C. & R. Felder, 1867)
  - Chlosyne erodyle rubrigutta Röber, [1914]
  - Chlosyne erodyle ssp
- Chlosyne eumeda  (Godman & Salvin, 1894)
- Chlosyne fulvia  (W. H. Edwards, 1879)
  - Chlosyne fulvia fulvia
  - Chlosyne fulvia coronado (Smith & Brock, 1988)
- Chlosyne gabbii  (Behr, 1863)
  - Chlosyne gabbii gabii
  - Chlosyne gabbii atrifasciata Emmel & Mattoon, 1998
- Chlosyne gaudialis (Bates, 1864)
  - Chlosyne gaudialis gaudialis
  - Chlosyne gaudialis wellingi Miller & Rotger, 1979
- Chlosyne gorgone  (Hübner, 1810)
  - Chlosyne gorgone gorgone
  - Chlosyne gorgone carlota (Reakirt, 1866)
- Chlosyne harrisii  (Scudder, 1863) Harris' Checkerspot 
  - Chlosyne harrisii hanhami (Fletcher, 1904) Hanham's Crescent
  - Chlosyne harrisii liggetti Avinoff, 1930
- Chlosyne hippodrome (Geyer, 1837)
  - Chlosyne hippodrome hippodrome
  - Chlosyne hippodrome fabricii Higgins, 1960
- Chlosyne hoffmanni  (Behr, 1863)
  - Chlosyne hoffmanni segregata Barnes & McDunnough, 1918
  - Chlosyne hoffmanni manchada Bauer, [1960]
- Chlosyne janais  (Drury, 1782)
  - Chlosyne janais janais
  - Chlosyne janais gloriosa Bauer, [1960]
  - Chlosyne janais marianna Röber, [1914]

- Chlosyne lacinia  (Geyer, 1837)
  - Chlosyne lacinia lacinia

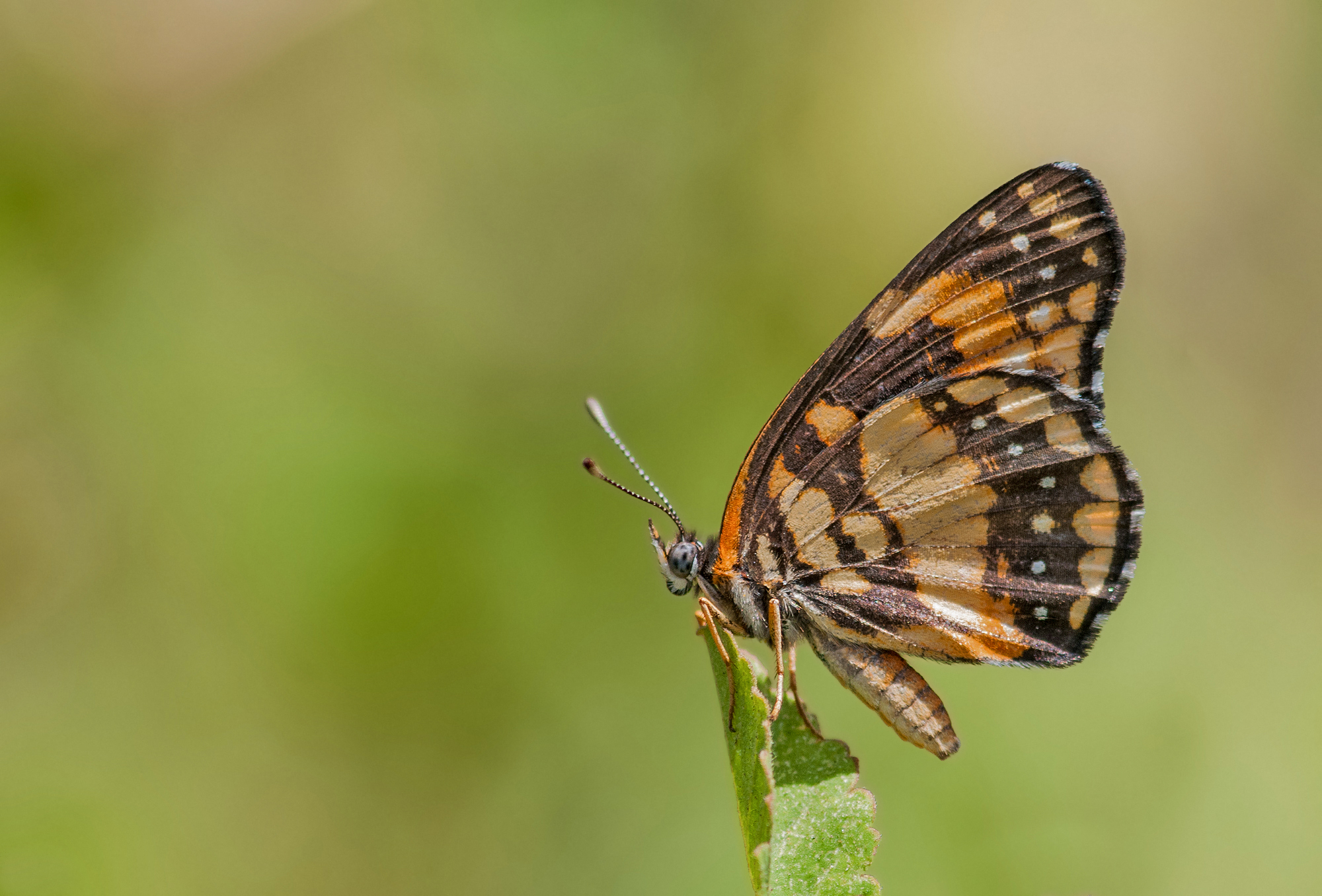
Chlosyne lacinia

  - Chlosyne lacinia adjutrix (Scudder, 1875)
  - Chlosyne lacinia crocale (Edwards, 1874)
  - Chlosyne lacinia saundersi (Doubleday, [1847])
- Chlosyne leanira  (C. Felder & R. Felder, 1860)
  - Chlosyne leanira alma Strecker, [1878]
  - Chlosyne leanira austrima (Austin & Smith, 1998)
  - Chlosyne leanira cerrita Wright, 1905
  - Chlosyne leanira elegans Preistaf & Emmel, 1998
  - Chlosyne leanira oregonensis (Bauer, 1975)
  - Chlosyne leanira wrightii (Edwards, 1886)
- Chlosyne marina  (Geyer, 1837)
  - Chlosyne marina marina
  - Chlosyne marina eumeda (Godman & Salvin, 1894)
  - Chlosyne marina melitaeoides (C. & R. Felder, 1867)
- Chlosyne melitaeoides  (C. Felder & R. Felder, 1867)
- Chlosyne narva (Fabricius, 1793)
  - Chlosyne narva narva
  - Chlosyne narva bonpland (Latreille, [1809])
- Chlosyne nycteis  (E. Doubleday, 1847)
  - Chlosyne nycteis nycteis
  - Chlosyne nycteis drusius Edwards, 1884
  - Chlosyne nycteis reversa F. & R. Chermock, 1940
- Chlosyne palla  (Boisduval, 1852)
  - Chlosyne palla australomontana Emmel & Mattoon, 1998
  - Chlosyne palla calydon Strecker, 1878
  - Chlosyne palla flavula Barnes & McDunnough, 1918
  - Chlosyne palla sterope (Edwards, 1870)
  - Chlosyne palla vallismortis F. Johnson, 1938
- Chlosyne rosita  A. Hall, 1924
  - Chlosyne rosita rosita
  - Chlosyne rosita browni Bauer, [1961]
  - Chlosyne rosita mazarum Miller & Rotger, 1979
  - Chlosyne rosita montana Hall, 1924
  - Chlosyne rosita riobalsensis Bauer, [1961]
- Chlosyne theona  (Ménétriés, 1855)
  - Chlosyne theona theona
  - Chlosyne theona bollii (Edwards, [1878])
  - Chlosyne theona brocki (Austin & Smith, 1998)
  - Chlosyne theona chinatiensis (Tinkham, 1944)
  - Chlosyne theona costaricensis (Austin & Miller, 1998)
  - Chlosyne theona ezra (Hewitson, 1864)
  - Chlosyne theona hondana (Weymer, 1890)
  - Chlosyne theona minimus (Austin & Smith, 1998)
  - Chlosyne theona mullinsi (Austin & Smith, 1998)
  - Chlosyne theona perlula (C. & R. Felder, 1861)
  - Chlosyne theona thekla (Edwards, 1870)
- Chlosyne whitneyi  (Behr, 1863)
  - Chlosyne whitneyi damoetas (Skinner, 1902) Rockslide Checkerspot
  - Chlosyne whitneyi malcolmi Comstock, 1926

Selon NCBI (21 avr. 2010) :
- Chlosyne acastus
- Chlosyne californica
- Chlosyne cyneas
- Chlosyne erodyle
- Chlosyne fulvia
- Chlosyne gaudealis
- Chlosyne gorgone
- Chlosyne harrisii
- Chlosyne hippodrome
- Chlosyne janais
- Chlosyne lacinia
- Chlosyne leanira
- Chlosyne melanarge
- Chlosyne narva
- Chlosyne neumoegeni
- Chlosyne nycteis
- Chlosyne palla
- Chlosyne theona